# Heeres-Pionier-Brigade (Wehrmacht)
Im November 1944 wurden aus unterschiedlichen Regiments- und Bataillonseinheiten der Pioniertruppenteile sogenannte Heeres-Pionier-Brigaden aufgestellt und waren im Zweiten Weltkrieg Brigaden der deutschen Wehrmacht. 

## Heeres-Pionier-Brigade 42
Die Heeres-Pionier-Brigade 42 wurde im November 1944 aus dem Stab des Pionier-Regiments 677 aufgestellt. Als Heerestruppe war die Brigade im Weichselbogen (Schlesien) bei der 17. Armee eingesetzt. Das II. Bataillon war zur 9. Armee detachiert.  
Die Gliederung war:  
- I. Bataillon mit Kompanien 1 bis 3, aus dem Pionier-Bataillon 42 (Wehrkreis II)
- II. Bataillon mit Kompanien 4 bis 6, aus dem Pionier-Lehr-Bataillon 1

## Heeres-Pionier-Brigade 44
Die Aufstellung der Heeres-Pionier-Brigade 44 ist fraglich. Ein Frontnachweis gibt diese mit einem Pionier-Bataillon 44 in Kurland an, welches dann wieder Heerestruppe wurde.

## Heeres-Pionier-Brigade 47 und Volks-Pionier-Brigade 47
Die Heeres-Pionier-Brigade 47 wurde im November 1944 bei der Heeresgruppe Mitte aus dem Stab des Pionier-Regiments 512 aufgestellt. Als Heerestruppe war die Brigade an der Westfront in den Ardennen bei der 7. Armee.
Noch im gleichen Jahr folgte die Umbenennung in Volks-Pionier-Brigade 47.
Die Gliederung war:
- I. Bataillon mit Kompanien 1 bis 3, aus dem Pionier-Bataillon 47
- II. Bataillon mit Kompanien 4 bis 6, aus dem Pionier-Lehr-Bataillon 2

## Heeres-Pionier-Brigade 52
Die Heeres-Pionier-Brigade 52 wurde im November 1944 aus dem Stab des Pionier-Regiments 520 bei der Heeresgruppe Süd aufgestellt. Als Heerestruppe war die Brigade in Ungarn bei der 6. Armee.  
Die Gliederung war:  
- I. Bataillon mit Kompanien 1 bis 3, aus dem Pionier-Bataillon 52
- II. Bataillon mit Kompanien 4 bis 6, aus dem Pionier-Bataillon 666

## Heeres-Pionier-Brigade-Stab 62
Der Heeres-Pionier-Brigade-Stab 62 wurde im Juli 1944 aus dem Pionier-Regiments-Stab 517 aufgestellt. Als Heerestruppe war die Brigade an den Narew bei der 2. Armee und kam 1945 nach Ostpreußen zur 4. Armee.  

## Heeres-Pionier-Brigade 70

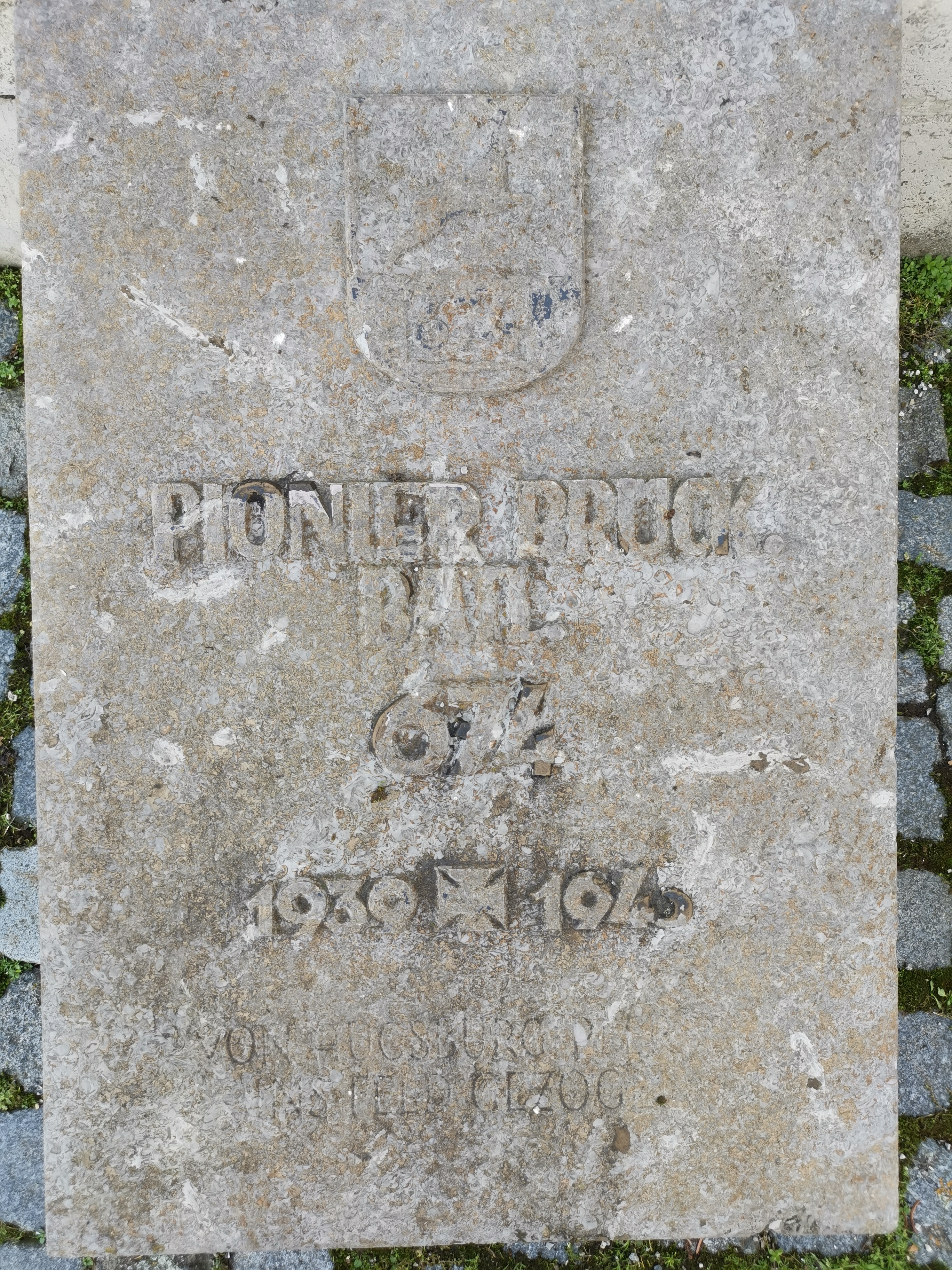
Gedenkstein für Pionier Brück. Batl. 674 vor einem Kriegerdenkmal in Augsburg-Pfersee

Die Heeres-Pionier-Brigade 70 wurde im November 1944 aus dem Stab des Pionier-Regiments 674 bei der Heeresgruppe A aufgestellt. Als Heerestruppe war die Brigade im Weichselbogen (Schlesien) bei der 4. Panzerarmee eingesetzt.  
Die Gliederung war:  
- I. Bataillon mit Kompanien 1 bis 3, aus dem Pionier-Bataillon 48
- II. Bataillon mit Kompanien 4 bis 6, aus dem Pionier-Bataillon 70

## Heeres-Pionier-Brigade 127
Die Heeres-Pionier-Brigade 127 wurde im November 1944 im südwestdeutschen Wehrkreis V aufgestellt. Für die Aufstellung des Brigadestabs wurde der Stab des Pionier-Regiments 511 herangezogen.
Die Einheit wurde an der Ostfront, der 6. Panzerarmee unterstellt, unter anderem auch in Ungarn eingesetzt. Im Kessel von Budapest wurde die Einheit 1945 weitgehend zerschlagen.
Ab März 1945 war die Brigade für den Schutz der Donaubrücken verantwortlich. Im April 1945, Rudolf von Bünau als neu ernannten Kampfkommandanten von Wien unterstellt, war die Brigade als Sprengkommando mit der Zerstörung der Wiener Donau- und Donaukanalbrücken beauftragt. U. a. die Nordwestbahnbrücke wurde am 8. April 1945 gesprengt. Der Gefechtsstand war mittlerweile im Verteidigungsbereich Krems an der Donau.
Die Gliederung war:
- I. Bataillon mit Kompanien 1 bis 3, aus dem Pionier-Bataillon 127
- II. Bataillon mit Kompanien 4 bis 6, aus dem Pionier-Bataillon 651

## Heeres-Pionier-Brigade 655
Die Heeres-Pionier-Brigade 655 wurde im November 1944 als Radfahreinheit aufgestellt. Als Heerestruppe war die Brigade zuletzt bei der 4. Panzerarmee bei Görlitz eingesetzt.  
Die Gliederung war:  
- I. Bataillon mit Kompanien 1 bis 3, aus dem Pionier-Bataillon 655
- II. Bataillon mit Kompanien 4 bis 6, aus dem Pionier-Bataillon 676

## Heeres-Pionier-Brigade 687
Die Heeres-Pionier-Brigade 687 wurde im Januar 1945 mit zwei Fahrrad-Bataillone im Wehrkreis III aufgestellt.  
Am 16. Februar 1945 wurde die Brigade aus Rathenow der SS-Brigade Dirlewanger nach Cottbus zur Verstärkung geschickt. Hier wurden die Truppenteile für den Aufbau der 36. SS-Division herangezogen und wurde am 1. März 1945 aufgelöst.

## Heeres-Pionier-Brigade 688
Die Heeres-Pionier-Brigade 688 wurde im Januar 1945 mit zwei Fahrrad-Bataillone im Wehrkreis IV aufgestellt.
Es wurde nur der Stab und das I. Bataillon gebildet. Zum Einsatz kam die Brigade bis Kriegsende nicht. Die aufgestellten Truppenteile waren zuletzt in Weißenfels als Pionier-Ersatz-Bataillon 14.

## Heeres-Pionier-Brigade-Stab 754
Der Heeres-Pionier-Brigade-Stab 754 wurde im August 1944 in Südrussland aus dem Pionier-Regiments-Stab z. b. V. 23 (Wehrkreis VI) aufgestellt. Der Stab wurde im gleichen Monat in der Südukraine vernichtet und am 1. Oktober 1944 bereits wieder aufgelöst.  
Als Heerestruppe war die Brigade bei der Heeresgruppe Südukraine.  
Die Gliederung war:
- I. Bataillon, aus dem Pionier-Bataillon 754
- II. Bataillon, aus dem Pionier-Bataillon 255